# Mogwai Young Team
Mogwai Young Team (também conhecido como Young Team) é o álbum de estreia da banda escocesa Mogwai, lançado em 27 de outubro de 1997.

## Faixas
1. "Yes! I Am a Long Way from Home" – 5:57
2. "Like Herod" – 11:41
3. "Katrien" – 5:24
4. "Radar Maker" – 1:35
5. "Tracy" – 7:19
6. "Summer" (Priority Version) – 3:28
7. "With Portfolio" – 3:10
8. "R U Still in 2 It" – 7:20
9. "A Cheery Wave from Stranded Youngsters" – 2:18
10. "Mogwai Fear Satan" – 16:19

## Relançamento
Mogwai Young Team foi relançado em 2008 com o álbum original remasterizado, e um segundo disco contendo raridades e faixas ao vivo.
1. "Young Face Gone Wrong" – 2:58
2. "I Don't Know What to Say" – 1:15
3. "I Can't Remember" – 3:14
4. "Honey" – 4:18
5. "Katrien" (Live) – 5:31
6. "R U Still in 2 It" (Live) – 8:01
7. "Like Herod" (Live) – 7:53
8. "Summer (Priority)" (Live) – 2:59
9. "Mogwai Fear Satan" (Live) – 10:26